# Arrondissement Nérac
Das Arrondissement Nérac ist ein Verwaltungsbezirk im Département Lot-et-Garonne in der französischen Region Nouvelle-Aquitaine.

## Geschichte
Am 4. März 1790 wurde mit der Gründung des Départements Lot-et-Garonne auch ein District de Nérac gegründet, der in Teilen dem heutigen Arrondissement entsprach. Am 17. Februar 1800 entstand daraus, erweitert um einige Kantone, das Arrondissement Nérac.
Vom 10. September 1926 bis 1. Juni 1942 gehörte das in diesem Zeitraum aufgelöste Arrondissement Nérac zu den Arrondissements Agen und Marmande.
Siehe auch: Geschichte des Departements Lot-et-Garonne.

## Geografie
Das Arrondissement grenzt im Norden an das Arrondissement Marmande, im Osten an das Arrondissement Agen, im Süden an das Arrondissement Condom im Département Gers, Region Okzitanien, im Südwesten an das Arrondissement Mont-de-Marsan im Département Landes und im Nordwesten an das Arrondissement Langon im Département Gironde.

## Wahlkreise
Im Arrondissement liegen drei Wahlkreise (Kantone):
- Kanton L’Albret
- Kanton Lavardac
- Kanton Les Forêts de Gascogne (mit 16 von 32 Gemeinden)

Siehe auch: Liste der Kantone im Département Lot-et-Garonne

## Gemeinden
Die Gemeinden des Arrondissements Nérac sind:
| 1. Allons (47007)                   | 2. Ambrus (47008)                 | 3. Andiran (47009)                      | 4. Anzex (47012)                    |
| 5. Barbaste (47021)                 | 6. Beauziac (47026)               | 7. Boussès (47039)                      | 8. Bruch (47041)                    |
| 9. Buzet-sur-Baïse (47043)          | 10. Calignac (47045)              | 11. Casteljaloux (47052)                | 12. Caubeyres (47058)               |
| 13. Damazan (47078)                 | 14. Durance (47085)               | 15. Espiens (47090)                     | 16. Fargues-sur-Ourbise (47093)     |
| 17. Feugarolles (47097)             | 18. Fieux (47098)                 | 19. Francescas (47102)                  | 20. Fréchou (47103)                 |
| 21. Houeillès (47119)               | 22. La Réunion (47222)            | 23. Lamontjoie (47133)                  | 24. Lannes (47134)                  |
| 25. Lasserre (47139)                | 26. Lavardac (47143)              | 27. Leyritz-Moncassin (47148)           | 28. Mézin (47167)                   |
| 29. Moncaut (47172)                 | 30. Moncrabeau (47174)            | 31. Montgaillard-en-Albret (47176)      | 32. Monheurt (47177)                |
| 33. Montagnac-sur-Auvignon (47180)  | 34. Montesquieu (47186)           | 35. Nérac (47195)                       | 36. Nomdieu (47197)                 |
| 37. Pindères (47205)                | 38. Pompiey (47207)               | 39. Pompogne (47208)                    | 40. Poudenas (47211)                |
| 41. Puch-d’Agenais (47214)          | 42. Razimet (47220)               | 43. Réaup-Lisse (47221)                 | 44. Sainte-Maure-de-Peyriac (47258) |
| 45. Saint-Laurent (47249)           | 46. Saint-Léger (47250)           | 47. Saint-Léon (47251)                  | 48. Saint-Martin-Curton (47254)     |
| 49. Saint-Pé-Saint-Simon (47266)    | 50. Saint-Pierre-de-Buzet (47267) | 51. Saint-Vincent-de-Lamontjoie (47282) | 52. Sauméjan (47286)                |
| 53. Saumont (47287)                 | 54. Sos (47302)                   | 55. Thouars-sur-Garonne (47308)         | 56. Vianne (47318)                  |
| 57. Villefranche-du-Queyran (47320) | 58. Xaintrailles (47327)          |                                         |                                     |